# Postacie leków dermatologicznych
Postacie leków dermatologicznych czyli postacie leków do stosowania miejscowego – formy leków przepisywanych do stosowania zewnętrznego, przygotowywane przez farmaceutę.

## Postacie stałe
- zasypki, przysypki, pudry (łac. cutipulveres)

## Postacie półstałe
- maść (łac. unguentum), np. maść tranowa, maść borna
- krem (łac. cremor)
- pasta (łac. pasta), np. pasta cynkowa
- kleina (łac. gelatina adhesiva)

## Postacie ciekłe
- roztwór (łac. solutio)
  - roztwory wodne (łac. solutiones aquosae), np. płyn Lugola
  - roztwory spirytusowe (łac. solutiones spirituosae), np. jodyna
  - roztwory glicerolowe (łac. solutiones glycerinatae)
  - roztwory olejowe (łac. solutiones oleosae)
- zawiesina (łac. suspensio)
- emulsja (łac. emulsio)
- mazidło (łac. linimentum)
  - mazidło olejowe (łac. olimentum), np. mazidło Wiśniewskiego, mazidło wapienne
  - mazidło mydlane (łac. saponimentum)
  - mazidło lanolinowe (łac. lanolimentum)
- lakier (łac. vernix), np. kolodium elastyczne
- aerozol (łac. aerosol)

Przeczytaj ostrzeżenie dotyczące informacji medycznych i pokrewnych zamieszczonych w Wikipedii.